# Diez variaciones sobre «Unser dummer Pöbel meint»
Las Diez variaciones sobre «Unser dummer Pöbel meint» en sol mayor, K. 455 consituyen una obra musical para piano solo de Wolfgang Amadeus Mozart; fue compuesta en Viena el 25 de agosto de 1784.
Son variaciones sobre un tema extraído de El peregrino de La Meca (Les Pèlerins de la Mecque ou La rencontre imprévue), ópera cómica en tres actos de Christoph Willibald Gluck, compuesta entre 1764 y 1790.
Piotr Ilich Chaikovski tomó como base esta obra de Mozart para componer su Cuarta suite para orquesta en sol mayor, op. 61.